# 행복한 책 읽기 (KNN 러브FM)
《행복한 책 읽기》는 대한민국 부산광역시·경상남도 민영방송사 KNN의 라디오 KNN 러브FM(부산 FM 105.7MHz, 양산 FM 88.5MHz, 기장/정관 FM 89.3MHz, 창원/김해/거제 FM 90.9MHz, 진주 FM 98.7MHz)에서 방송했던 라디오 프로그램이다. 2018년 10월 14일 자로 2년만에 폐지되었다.